# Pastrana
Pastrana (Bayan ng Pastrana) är en kommun i Filippinerna. Kommunen ligger på ön Leyte, och tillhör provinsen Leyte. Folkmängden uppgår till 14 351 invånare.

## Barangayer
Pastrana är indelat i 29 barangayer.
| - Arabunog - Aringit - Aures - Bahay - Cabaohan - Calsadahay - Cancaraja - Caninoan - Capilla - Colawen - Dumarag - Guindapunan - Halaba - Jones - Lanawan - Lima | - Macalpiay - Malitbogay - Manaybanay - Maricum - Patong - District 1 (Pob.) - District 2 (Pob.) - District 3 (Pob.) - District 4 (Pob.) - Sapsap - Socsocon - Tingib - Yapad - Lourdes |